# Icskeriai Csecsen Köztársaság
A Csecsen Icsker Köztársaság (/ɪtʃˈkɛriə/; csecsen: Нохчийн Республик Ичкери, románul: Nóxçiyn Respublik Içkeri; oroszul: Чеченская Республика Ичкерия; rövidítve: "ChRI" vagy "CRI") egy de facto állam volt Csecsenföldön, amely az egykori Csecsen–Ingus Autonóm SZSZK  nagy részét ellenőrizte. 1991. november 30-án népszavazást tartottak Ingusföldön, amelynek eredménye azt diktálta, hogy szakadjon el a Csecsen Köztársaságtól, és helyette alkotóköztársaságként csatlakozzon az Orosz Föderációhoz.
Az 1994-96 közötti első csecsen háború a szeparatista erők győzelmével zárult. 1996-ban az Oroszországtól való de facto függetlenség elérése után a csecsen kormánynak nem sikerült rendet teremtenie. 1997 novemberében Csecsenföldet iszlám köztársasággá kiáltották ki. 1999 augusztusában kezdődött és 2000 májusában ért véget a második csecsen háború, a csecsen lázadók felkelésként folytatták a támadásokat.

## Története

### Függetlenségi nyilatkozat
1990 novemberében Dzsohar Dudajevet választották meg a nem hivatalos ellenzéki Csecsen Nemzeti Kongresszus (CSNK) végrehajtó bizottságának vezetőjévé, amely Csecsenföld szuverenitását szorgalmazta, mint önálló köztársaságot a Szovjetunióban.
1991. június 8-án Dzsohar Dudajev kezdeményezésére Groznijban összegyűlt az Első Csecsen Nemzeti Kongresszus küldötteinek egy része, amely kikiáltotta magát a Csecsen Nép Össznemzeti Kongresszusának (CSNÖK), ezt követően kikiáltották a Csecsen Köztársaságot, egy hónappal később az önjelölt köztársaságot független állammá nyilvánították.
Az 1991. augusztus 19-i szovjet puccskísérlet lett az úgynevezett csecsen forradalom szikrája. Augusztus 21-én az CSNÖK a Csecsen-Ignus Autonóm SZSZK Legfelsőbb Tanácsának megdöntésére szólított fel. 1991. szeptember 6-án az CSNÖK osztagai elfoglalták a helyi KGB székházát, és elfoglalták a Legfelsőbb Tanács épületét. Az CSNÖK a régió egyetlen legitim hatóságának nyilvánította magát. 1991. október 27-én Dudajevet megválasztották a Csecsen Köztársaság elnökévé. 1991. november 1-jén Dudajev új elnöki pozíciójában egyoldalúan kinyilvánította a függetlenséget. Kezdetben az volt a kinyilvánított célja, hogy Csecsen-Ingusföld Oroszországon belül egyesült köztársasággá váljon.
A szeparatista belügyminiszter amnesztiát ígért minden olyan börtönlakónak, aki csatlakozik a függetlenséget támogató gyűlésekhez. A foglyok között volt Ruszlan Labazanov, aki Groznijban fegyveres rablásért és gyilkosságért töltötte büntetését, és később egy Dudajev-párti milícia vezetője volt. Ahogy Groznijban fegyveres szeparatisták tömegei gyülekeztek, Borisz Jelcin orosz elnök megpróbálta kihirdetni a rendkívüli állapotot a régióban, de az orosz parlament meghiúsította erőfeszítéseit. 1991 novemberében az orosz hatóságok egy korai kísérlete, hogy szembeszálljanak a függetlenségpárti erőkkel, mindössze három nap után véget ért.
1992 elején Dudajev aláírt egy rendeletet, amely megtiltotta a bűnözők kiadatását minden olyan országnak, amely nem ismeri el Csecsenföldet. Miután értesült arról, hogy az orosz kormány nem ismeri el Csecsenföld függetlenségét, kijelentette, hogy nem ismeri el Oroszországot. Groznij a szervezett bűnözés menedékévé vált, mivel a kormány képtelennek vagy nem hajlandónak bizonyult a bűnözés megfékezésére. Groznij a szervezett bűnözés menedékévé vált, mivel a kormány képtelennek vagy nem hajlandónak bizonyult a bűnözés megfékezésére.
Dudajev kormánya megalkotta a Csecsen Köztársaság alkotmányát, amelyet 1992 márciusában vezettek be. Ugyanebben a hónapban fegyveres összecsapásokra került sor a Dudajev-párti és -ellenes frakciók között, aminek következtében Dudajev szükségállapotot hirdetett. 1992. június 4-én Csecsenföld és Ingusföld különvált. A Dudajev és a parlament közötti viszony megromlott, és 1992 júniusában feloszlatta a parlamentet, közvetlen elnöki hatalmat hozva létre.
1992 október végén szövetségi erőket küldtek az oszét-ingvisztáni konfliktus lezárására. Mivel az orosz csapatok lezárták a Csecsenföld és Ingusföld közötti határt, hogy megakadályozzák a fegyverszállításokat, Dudajev azzal fenyegetőzött, hogy fellép, ha az oroszok nem vonulnak vissza. Az orosz és csecsen erők kölcsönösen megegyeztek a visszavonulásban, és az incidens békésen ért véget.
1993 áprilisában összecsapásokra került sor Dudajev támogatói és ellenfelei között. Az elnök kirúgta Sharpudin Larsanov belügyminisztert, miután az nem volt hajlandó feloszlatni a tüntetőket. Az ellenzék 1993. június 5-re bizalmatlansági népszavazást tervezett Dudajev ellen. A kormány a hadsereget és a rohamrendőrséget vetette be, hogy megakadályozza a szavazás megtartását, ami vérontáshoz vezetett. Az ellenzéki pártok és az ellenzéki pártok nem voltak hajlandóak szavazni Dudajev ellen.
Miután 1993 decemberében újabb puccskísérletet hajtottak végre, az ellenzék ideiglenes tanácsot szervezett, mint Csecsenföld lehetséges alternatív kormányát, és Moszkva segítségét kérte.
1994. január 14-én Dudajev rendeletével a Csecsen Köztársaságot átnevezték Icskerai Csecsen köztársaságra.

### Első háború
A törvénytelenség általános érzése Csecsenföldön 1994 első hét hónapjában fokozódott, amikor négy gépeltérítéses baleset történt, amelyekben az országból menekülni próbáló emberek vettek részt. 1994 májusában Labazanov pártot váltott, és megalapította a Dudajev-ellenes Nijszo Mozgalmat. 1994 júliusában 41 utast tartottak fogva egy buszon Mineralnije Vody közelében az emberrablók, akik 15 millió dollárt és helikoptereket követeltek. Ezt az incidenst követően az orosz kormány is nyíltan támogatni kezdte az ellenzéki erőket Csecsenföldön. 
1994 augusztusában Umar Avturkhanov, az oroszbarát Ideiglenes Tanács vezetője támadást indított a Dudajev-párti erők ellen. 1994-ben Dudajev elrendelte a csecsen hadsereg mozgósítását, és Oroszország elleni dzsiháddal fenyegetőzött válaszul a politikai ellenfeleinek nyújtott orosz támogatásra.
1994 novemberében Avturkhanov erői megkísérelték megrohamozni Groznij városát, de Dudajev erői legyőzték őket Dudajev kijelentette, hogy Csecsenföldet iszlám állammá kívánja változtatni, kijelentve, hogy a saría elismerése az orosz "agresszió" elleni harc egyik módja, továbbá megfogadta, hogy az elfogott csecsen lázadókat iszlám törvények szerint bünteti, és orosz foglyok kivégzésével fenyegetőzött.
Az első csecsen háború 1994 decemberében kezdődött, amikor orosz csapatokat küldtek Csecsenföldre, hogy harcoljanak a szeparatista erők ellen. A grozniji csata (1994-95) alatt a város lakossága 400 ezerről 140 ezerre csökkent. A városban rekedt civilek többsége idős orosz nemzetiségű volt, mivel sok csecsennek volt támogató hálózata a falvakban élő rokonaiból, akik befogadták őket.
A hivatalosan elismert csecsen kormány vezetőjévé 1994 novemberében a Szovjetunió volt vegyipari és olajfinomító miniszterét, Szalambek Hadzsijevet nevezték ki. 1994 novemberében. A konfliktus az 1996. augusztusi grozniji csatában elszenvedett orosz vereség után ért véget.

### Háború közötti időszak (1996-1999)
Az orosz kivonulás után elszabadult a bűnözés, megszaporodtak az emberrablások és a gyilkosságok, mivel a rivális lázadó csoportok a területért harcoltak. 1996 decemberében hat vöröskeresztes dolgozót öltek meg, aminek következtében a legtöbb külföldi segélymunkás elhagyta az országot.
1997 januárjában parlamenti és elnökválasztásokra került sor Csecsenföldön, amelyeken Aszlan Maszhadov került hatalomra. A választásokat szabadnak és tisztességesnek ítélték, de Csecsenföld függetlenségét egyetlen kormány sem ismerte el, kivéve az Afganisztáni Iszlám Emirátust. Az etnikai orosz menekülteket fenyegetésekkel és megfélemlítéssel akadályozták meg abban, hogy visszatérjenek szavazni, és a csecsen hatóságok megtagadták a szavazófülkék felállítását a köztársaságon kívül.
Maszhadov igyekezett fenntartani a csecsen szuverenitást, miközben sürgette Moszkvát, hogy segítsen újjáépíteni a köztársaságot, amelynek hivatalos gazdasága és infrastruktúrája gyakorlatilag megsemmisült.
1997 májusában Maszhadov és Jelcin aláírta az orosz-csecsen békeszerződést. Oroszország továbbra is küldött pénzt a köztársaság helyreállítására; nyugdíjakat, valamint iskoláknak és kórházaknak szánt pénzeszközöket is biztosított. Ezen átutalások nagy részét a korrupt csecsen hatóságok ellopták, és felosztották egymás és a nekik kedvező hadurak között. Közel félmillió ember (Csecsenföld háború előtti lakosságának 40%-a) kényszerült belső menekülésre, és menekülttáborokban vagy túlzsúfolt falvakban élt. A gazdaság tönkrement. Két orosz dandárt állomásoztattak Csecsenföldön, és nem hagyták el azt. Maszhadov erőfeszítéseket tett az ország és a lerombolt főváros, Groznij újjáépítésére, olajkereskedelmet folytatva olyan országokban, mint az Egyesült Királyság.
Csecsenföldet súlyosan megrongálta a háború, a gazdaság pedig romokban hevert. Aszlan Maszhadov megpróbálta a hatalmat a kezében összpontosítani, hogy megteremtse a tekintélyt, de nehezen tudott hatékony államot vagy működő gazdaságot létrehozni. A béketárgyalások részeként Maszhadov 260 milliárd dolláros jóvátételt követelt Oroszországtól, ami az orosz GDP 60%-ának megfelelő összeg.
A háborús pusztítás és a gazdasági lehetőségek hiánya miatt számos fegyveres volt gerillának nem maradt más elfoglaltsága, mint a további erőszak. Groznij központi bazárjában nyíltan és legálisan árultak géppisztolyokat és gránátokat.[56] A függetlenség évei némi politikai erőszakkal is jártak. December 10-én Mansur Tagirov, Csecsenföld legfőbb ügyésze eltűnt, miközben visszatért Groznijba. Június 21-én a csecsen biztonsági főnök és egy gerillaparancsnok egy veszekedés során halálos lövést adott le egymásra. A csecsenföldi belső erőszak 1998. július 16-án tetőzött, amikor Maszhadov Szulim Jamadajev (aki a második háborúban csatlakozott a Moszkva-barát erőkhöz) vezette Nemzeti Gárda erői és a harcosok között harcok törtek ki Gugyermesz városában; a jelentések szerint több mint 50 ember vesztette életét, és Csecsenföldön szükségállapotot hirdettek.
Maszhadov képtelennek bizonyult a Kaszpi-tengerről Csecsenföldön átvezető olajvezeték biztonságát garantálni, és az illegális olajcsapolások és szabotázsakciók létfontosságú bevételektől fosztották meg a rezsimjét, és felzaklatták moszkvai szövetségeseit. 1998-ban és 1999-ben Maszhadov több merényletet is túlélt, amelyekért külföldi titkosszolgálatokat okolt. A merényleteket inkább Csecsenföldről származónak tartották, mivel a Kreml Maszhadovot elfogadható tárgyalópartnernek tartotta a csecsen konfliktusban.
1998 decemberében Csecsenföld legfelsőbb iszlám bírósága felfüggesztette a csecsen parlamentet, azt állítva, hogy az nem felel meg a saría előírásainak. Miután a csecsen alelnök, Vaka Arsanov átállt az ellenzékhez, Maszhadov megszüntette a posztját, ami hatalmi harchoz vezetett. 1999 februárjában Maszhadov elnök megvonta a parlamenttől a törvényhozói jogköröket, és összehívta az Iszlám Állami Tanácsot. Ezzel egy időben több prominens volt hadúr létrehozta a Mehk-Shurát, egy rivális iszlám kormányt. A Shura egy iszlám konföderáció létrehozását szorgalmazta az Észak-kaukázusban, beleértve a csecsen, dagesztáni és ingus népeket.
1999. augusztus 9-én csecsenföldi iszlamista harcosok beszivárogtak Oroszország dagesztáni régiójába, független állammá nyilvánították azt, és dzsihádra szólítottak fel, amíg "minden hitetlent ki nem űznek" Ez az esemény kiváltotta az orosz beavatkozást, és a második csecsen háború kezdetét. Ahogy egyre több ember menekült el a csecsenföldi háborús övezetekből, Maszhadov elnök azzal fenyegetőzött, hogy a saría büntetését szabja ki minden olyan köztisztviselőre, aki elköltözteti családját a köztársaságból.

### Második háború és a háború utáni időszak
Groznij 2000-es bukása után az icskeriai kormány egy része száműzetésbe vonult, többek között Lengyelországba és az Egyesült Királyságba. 2000. január 23-án az afganisztáni tálib rezsim idején Icskeria diplomáciai képviselete Kabulban székelt. 2000 júniusában Ahmed Kadirovot nevezték ki Csecsenföld hivatalos közigazgatásának vezetőjévé.
2007. október 31-én a szeparatista Csecsenpress hírügynökség arról számolt be, hogy Dokka Umarov bejelentette a Kaukázusi Emirátust, és emírnek nyilvánította magát. 2007. október 31-én Vilajat Nokhcsicso néven integrálta az Icskeriai Csecsen Köztársaságot. Ezt a státuszváltozást néhány csecsen politikus és katonai vezető elutasította, akik továbbra is támogatják a köztársaság létezését. 2007 novembere óta Ahmed Zakajevet kiáltották ki Icskeria száműzetésben lévő kormányának miniszterelnökévé.

## Hadsereg
Dudajev az 1991 és 1994 közötti éveket a háborúra való felkészüléssel töltötte, 15-55 év közötti férfiakat mozgósított és orosz fegyverraktárakat foglalt le. A Csecsen Nemzeti Gárda 1994 decemberében 10.000 katonát számlált, ami 1996 elejére 40.000 katonára nőtt.
1992-ben jelentős fegyverrendszereket foglaltak le az orosz hadseregtől, és az első csecsen háború előestéjén ezek között volt 23 légvédelmi ágyú, 108 APC/tank, 24 tüzérségi löveg, 5 MiG-17/15, 2 Mi-8 helikopter, 24 többszörös rakétavető, 17 föld-levegő rakétavető, 94 L-29 kiképző repülőgép, 52 L-39 kiképző repülőgép, 6 An-22 szállító repülőgép, 5 Tu-134 szállító repülőgép.

## Politika
A függetlenség 1991-es kikiáltása óta folyamatos harc folyik az elszakadáspárti tisztviselők és a szövetségi szinten kinevezett tisztviselők között. Mindketten ugyanarra a területre tartanak igényt.
2007 végén Icskeria elnöke, Dokka Umarov kijelentette, hogy a köztársaságot átnevezte Noxçiyc̈óvá, és a sokkal nagyobb Kaukázusi Emirátus tartományává alakította át, amelyben ő maga az emír. Ezt a változtatást a korábbi csecsen száműzetésben lévő kormány egyes tagjai elutasították.

### Külkapcsolatok
Icskeria tagja volt a Képviseletlen Nemzetek és Népek Szervezetének. Grúzia korábbi elnöke, az 1991-es katonai puccsal megbuktatott Zviad Gamszahurdia, a grúz polgárháború egyik vezető résztvevője 1993-ban elismerte az Icskeriai Csecsen köztársaság függetlenségét.
Az Icskeriával 2000. január 16-án a tálib kormány alatt álló, részben elismert Afganisztáni Iszlám Emirátus is diplomáciai kapcsolatokat létesített. Ez az elismerés a tálibok 2001. decemberi bukásával megszűnt. A tálibok elismerése ellenére azonban a tálibok és Icskeria között nem voltak baráti kapcsolatok - Maszhadov elutasította elismerésüket, mondván, hogy a tálibok illegitimek. 2000 júniusában az orosz kormány azt állította, hogy Maszhadov találkozott Oszama bin Ladennel, és hogy a tálibok fegyverekkel és csapatokkal támogatták a csecseneket. A szeptember 11-i merényletek után a Bush-kormányzat felszólította Maszhadovot, hogy szakítson meg minden kapcsolatot a tálibokkal.
Icskeria korlátozott támogatást kapott Lengyelország, a balti országok és az ukrán nacionalisták egyes politikai frakcióitól is. Észtország egyszer megszavazta az elismerést, de az aktusra soha nem került sor mind Oroszország, mind az Európai Unión belüli oroszbarát elemek nyomása miatt. Dudajev is kapcsolatban állt iszlamista mozgalmakkal és gerillákkal az Egyesült Arab Emírségekben, Afganisztánban és Szaúd-Arábiában.

## Emberi jogok

### Háborús bűnök
Az első csecsen háború során háborús bűnöket követtek el. Ezek közül az egyik legismertebb a szamaszki mészárlás volt, amelyről az ENSZ Emberi Jogi Bizottsága a következőket mondta:
A jelentések szerint 1995. április 7. és 8. között több mint 100 ember, főként civilek lemészárlása történt a Csecsenföld nyugati részén fekvő Szamaszki faluban. 128 szemtanú beszámolója szerint a szövetségi katonák szándékosan és önkényesen megtámadták a civileket és a polgári lakásokat Szamaszkiban, lövöldözve a lakosokra és lángszórókkal felgyújtva a házakat. A szemtanúk többsége arról számolt be, hogy sok OMON-katona részeg volt vagy kábítószer hatása alatt állt. Akarva-akaratlanul tüzet nyitottak vagy gránátokat dobtak pincékbe, ahol a lakosok, főként nők, idősek és gyermekek rejtőztek.
Csecsen fegyveresek több száz civilt ejtettek túszul Budjonovszkban és Kizljarban, az ENSZ Emberi Jogi Bizottságának az előbbi esetről volt erről beszámolni:
Bár a csecsen harcosok magatartását alig dokumentálták a nem kormányzati jelentések, az információk szerint válogatás nélkül lőttek és öltek meg civileket. Például 1995. június 14-én csecsen kommandósok mintegy 2000 embert ejtettek túszul a sztavropoli régió Budennovszk városában, és elbarikádozták magukat a város kórházában. A túszejtők állítólag négy civil férfit lőttek agyon a kórházban. Az incidensben állítólag több mint 100 túsz halt meg, amikor a szövetségi erők megpróbálták elfoglalni a kórházat.

### Emberrablások
A csecsenek és a kívülállók ellen elkövetett emberrablások, rablások és gyilkosságok gyengítették a külső befektetések lehetőségeit és Maszhadov erőfeszítéseit, hogy függetlenségi törekvéseit nemzetközi elismerésben részesítse. Az emberrablások általánossá váltak Csecsenföldön, több mint 200 millió dollárt szereztek a kaotikusan alakuló állam hároméves függetlensége alatt, de az áldozatokat ritkán ölték meg. Az emberrablók időnként megcsonkították foglyaikat, és videofelvételeket küldtek a családjuknak, hogy váltságdíj fizetésére ösztönözzék őket. Az elraboltak egy részét állítólag eladták csecsen családoknak, hogy rabszolgasorba állítsák őket. Nyíltan rabszolgáknak nevezték őket, és orosz források szerint éhezést, verést és gyakran csonkítást kellett elviselniük. 1998-ban 176 embert raboltak el, közülük 90-et engedtek szabadon ugyanabban az évben a hivatalos beszámolók szerint. A bűnözőket többször nyilvánosan kivégezték.
1998-ban négy, a Granger Telecomnak dolgozó nyugati mérnököt elraboltak és lefejeztek egy sikertelen mentési kísérlet után[84]. 1999 márciusában elrabolták Gennady Shpigunt, a belügyminisztérium összekötőjét a csecsen tisztviselőkkel, amikor elhagyta a grozniji repülőteret; maradványait 2000 márciusában találták meg Csecsenföldön. Maszhadov elnök nagyszabású kampányt indított a túszejtők ellen, és 1998. október 25-én egy távirányítású autóbombában megölték Shadid Bargisevet, Csecsenföld legfőbb emberrablásellenes tisztviselőjét. Bargishev kollégái ekkor ragaszkodtak ahhoz, hogy a támadás nem félemlíti meg őket, és folytatják az offenzívát. Más emberrablás-ellenes tisztviselők a támadást Bargishev legutóbbi sikerének tulajdonították, amellyel több túsz, köztük 24 orosz katona és egy angol házaspár szabadon bocsátását biztosította. Maszhadov a csecsenföldi emberrablások kirobbanásáért ismeretlen "külső erőket" és csecsen csatlósaikat okolta, állítólag azokat, akik a második háború alatt csatlakoztak a Moszkva-barát erőkhöz.
A csecsen kormány szerint az emberrablások legalább egy részét a Szövetségi Biztonsági Szolgálat szervezte, amely az emberrablások mögött állt és finanszírozta azokat.

### Rabszolgaság
A rabszolgaság és a rabszolgamunka szintén mindennapos volt, és erősen összefonódott az emberrablással. A rabszolgákat elrabolták a családjuktól, és pincékben és nyitott gödrökben tartották őket a szabadtéri rabszolgapiacok közelében. Az egyik ilyen rabszolgapiac Groznij belvárosában, a Minutka téren volt. A fő piac Urus-Martan városában volt, ahol a nyolc Akhmadov testvér állítólag több száz rabszolga piacát irányította. A rabszolgákat katonai árkok ásására vagy házak építésére használták. A csecsen hatóságok gyakran maguk is hasznot húztak a kereskedelemből, vagy féltek az őket célba vevő bandáktól, ezért nem tettek semmit a piacok ellen. Orosz katonákat is eladtak rabszolgának, néha a saját parancsnokaik, azonban ők kevésbé jövedelmezőek voltak, általában csak néhány száz dollárt értek el a piacokon.

### Saría
Az első csecsen háború után az ország de facto függetlenséget nyert Oroszországtól, és iszlám bíróságokat hoztak létre. 1996 szeptemberében elfogadták a saría-alapú büntető törvénykönyvet, amely tartalmazta az alkoholtilalmat és a házasságtörés megkövezés általi halállal való büntetését. A saría elvileg csak a muszlimokra vonatkozott volna, de valójában a saría rendelkezéseit megsértő orosz nemzetiségűekre is alkalmazták. 1997 januárjában a saría jog alapján hozott egyik első ítéletben egy iszlám bíróság vérdíj fizetését rendelte el egy közlekedési balesetben meghalt férfi családjának. A saría törvények egyik első ítéletében egy iszlám bíróság vérdíj fizetését rendelte el egy közlekedési balesetben meghalt férfi családjának. 1997 novemberében az ország összes női diákjára és köztisztviselőjére iszlám öltözködési szabályt írtak elő. 1997 decemberében a legfelsőbb saría bíróság betiltotta az újévi ünnepségeket, mivel azokat "a hitehagyás és a hamisság cselekedetének" tekintette. A Movladi Udugov vezette fegyveres és hangos ellenzéki kisebbségi mozgalomnak engedve 1999 februárjában Maszhadov kikiáltotta az Iszlám Köztársaságot, és bevezették a saría igazságszolgáltatási rendszerét. Maszhadov azt remélte, hogy ezzel lejáratja az ellenzéket, és a stabilitást saját ideológiai hovatartozása elé helyezi. Ilyas Akhmadov volt külügyminiszter szerint azonban a közvélemény elsősorban Maszhadovot, az ő Függetlenségi Pártját és szekularizmusukat támogatta. Ezt jól példázza, hogy a politikai gyűléseken sokkal többen támogatták a kormányt, mint az iszlamista ellenzéket. Akhmadov megjegyzi, hogy a parlament, amelyet Maszhadov saját Függetlenségi Pártja uralt, nyilvános nyilatkozatot adott ki, amelyben kijelentette, hogy Maszhadov elnöknek nincs alkotmányos felhatalmazása a saría törvény kihirdetésére, és elítélte az ellenzéket is, amiért az "aláássa az állam alapjait".

### Kisebbségek
Az etnikai oroszok a háború előtt a csecsen lakosság 29%-át tették ki, és általában ellenezték a függetlenséget. A függetlenség kikiáltását követő növekvő oroszellenes hangulat és a közelgő háborútól való félelem miatt 1994-re több mint 200.000 etnikai orosz döntött úgy, hogy elhagyja a függetlenségre törekvő köztársaságot. A hátramaradt etnikai oroszok állandó zaklatással és erőszakkal szembesültek. A szeparatista kormány elismerte az erőszakot, de nem tett semmit annak kezelése érdekében, az orosz provokátorokra fogva azt. Az oroszok könnyű célponttá váltak a bűnözők számára, mivel tudták, hogy a csecsen rendőrség nem fog közbelépni a védelmükben. 1994-ben az első csecsen háború kezdete és Groznij első bombázása az etnikai orosz menekültek második hullámát hozta létre. A konfliktus végére, 1996-ra az orosz közösség szinte teljesen eltűnt.